# حرب الشمال الثانية
اندلعت حرب الشمال الثانية Second Northern War (1655 – 1660)، بين السويد وخصومها المتمثلين باتحاد بولندا وليتوانيا، وروسيا القيصرية، وبروسيا، ومملكة هابسبورغ، واتحاد الدنمارك والنرويج. دخلت هولندا في حرب تجارية أيضاً ضد السويد بشكلٍ غير رسمي، ولكنها لم تكن عضواً معترفاً به في التحالف المعادي للسويد.
غزا تشارلز العاشر غوستاف ملك السويد في عام 1655 الدول المجاورة، واحتلَّ غرب بولندا وليتوانيا، في حين كانت روسيا كان قد احتلت نصف بولندا سابقاً. أطلق على الاجتياح السويدي السريع لبولندا اسم الطوفان السويدي وأصبحت دوقية ليتوانيا إقطاعية سويدية، واستسلمت الجيوش النظامية البولندية الليتوانية وهرب الملك البولندي جون الثاني كازيمير إلى مملكة هابسبورغ. تحالف فريدريك وليام دوق بروسيا مع السويد مقابل الحصول على الحماية والاعتراف بدوقية بروسيا كإقطاعية سويدية. استغل الملك البولندي جون الثاني كازيمير المشاعر الدينية للسكان الكاثوليك الذين رفضوا الاحتلال البروتستانتي، وتمكَّن من استعادة أراضيه من السويد في عام 1656. استغلت روسيا الهزيمة السويدية، وأعلنت الحرب على السويد وتقدمت قواتها في ليتوانيا.
منح ملك السويد تشارلز العاشر غوستاف لفريدريك ويليام السيادة الكاملة على دوقية بروسيا مقابل المساعدة العسكرية، وتحالف مع جورج الثاني راكوزي الذي غزا بولندا وليتوانيا من جهة الجنوب الشرقي. من جهته تحالف جون الثاني ملك بولندا مع ليوبولد الأول ملك هابسبورغ الذي اجتاحت جيوشه بولندا وليتوانيا من جهة الجنوب الغربي، هاجم فريدريك الثالث ملك الدنمارك أراضي السويد في ربيع عام 1657، في محاولة منه لتصفية الحسابات القديمة بين الدولتين مستغلاً انشغال السويد في حروبها مع الدول الأخرى.
دفع الهجوم الدنماركي ملك السويد تشارلز العاشر غوستاف لسحب قواته من بولندا وليتوانيا ومهاجمة الدنمارك في الغرب. عبرت القوات السويدية المضيق المتجمد بين الدولتين في شتاء عام 1657، وفاجأت قوات فريدريك الثالث غير المستعدة للحرب وأجبرتها على التراجع وتوقيع معاهدة روسكيلد التي اضطرت فيها الدنمارك للتخلي عن جميع المقاطعات الدنماركية التي أصبحت تعرف اليوم بجنوب السويد، وفي هذه الأثناء قام أعداء السويد في الشرق بهجوم مشترك ودمروا مدينة بوميرانيا السويدية.

## التسمية
كانت هذه المعارك معروفة في التاريخ الإنجليزي والألماني والروسي والإسكندنافي باسم حرب الشمال الأولى. ولكن مصطلح حرب الشمال الثانية الذي استخدم في التاريخ البولندي، انتشر بشكلٍ واسع مؤخراً في اللغة الألمانية والإنجليزية. من التسميات الأخرى الغامضة المستخدمة للإشارة إلى حرب الشمال الثانية مصطلح حرب الشمال الصغيرة، والتي قد تشير أيضاً إلى الحرب التي وقعت في بولندا بين أعوام 1741 – 1743. مصطلح الطوفان غامض أيضاً، لأنه استخدم في مناسبات عديدة للإشارة لسلسلة أوسع من الحروب بين السويد وروسيا وهابسبورغ والقوقاز.

## مقدمة

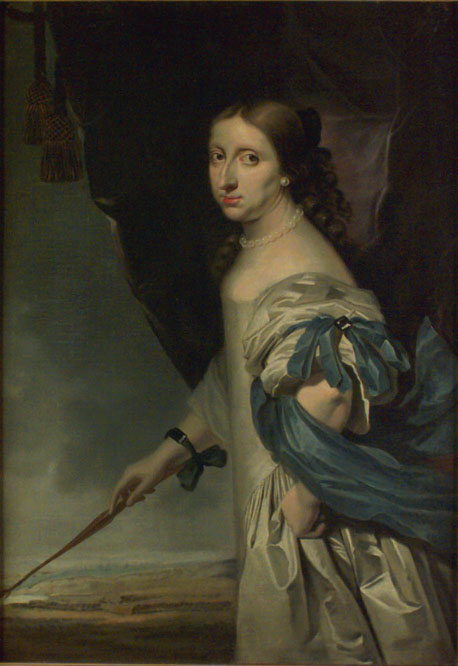
الملكة كريستينا

أنهت اتفاقية ويستفاليا في عام 1648 حرب الثلاثين عاماً، والتي ظهرت الإمبراطورية السويدية خلالها كقوة أوروبية عظمى. كانت السويد في سلام مع روسيا منذ أن أنهت معاهدة ستولبوفو حرب إنغريا في عام 1617، ولكنها ظلت في حالة حرب مع الاتحاد البولندي الليتواني منذ الحرب البولندية السويدية (1626 - 1629) والتي أنهتها هدنة ألتمارك. فشلت محادثات السلام التي أجريت في لوبيك في عام 1651 للتوسط بين السويد وبولندا.
عندما خلف تشارلز العاشر غوستاف بنت عمه كريستينا على العرش السويدي في عام 1654، كانت القوات الروسية تتقدم نحو ليتوانيا وبولندا. اقتربت القوات الروسية من أماكن النفوذ السويدية على ساحل بحر البلطيق. دفع النجاح العسكري الروسي السريع السويد للتدخل أيضاً، ومن بين الأسباب الأخرى التي قُدمت لتبرير التدخل السويدي حماية السكان البروتستانت في بولندا، وشجعت الثورة التي قام بها القوزاق ضد الحكومة البولندية السويد على التدخل أيضاً.
كانت السويد في ذلك الوقت إمبراطورية توسعية مع جيش قوي يعتمد على عائدات الأراضي المحتلة. أدركت السويد أنَّ أي هجوم مباشر على خصمها الرئيسي روسيا قد يؤدي إلى تحالف بين روسيا وبولندا وبروسيا، ورفض النبلاء في بولندا وليتوانيا كذلك تقديم تنازلات لتشكيل تحالف مع السويد. انتهت المفاوضات في لوبيك في فبراير 1655 دون نتيجة، وهكذا اختارت السويد شن هجوم وقائي على الاتحاد البولندي الليتواني لاحتلال أراضيه التي لم يعد فيها أي دفاعات تذكر بعد الهجوم الروسي.

## حملات السويد في أراضي الاتحاد البولندي اللتواني
اجتاحت القوات السويدية بولندا وليتوانيا من بوميرانيا السويدية في الغرب وليفونيا في الشمال. تألف الجيش السويدي في الجانب الغربي من 13,650 رجلاً و72 مدفع بقيادة أرفيد فيتنبرغ الذي دخل بولندا في 21 يوليو 1655، تبعه الملك تشارلز العاشر غوستاف نفسه في أغسطس على رأس 15 ألف جندي، أما الجناح الشمالي فتكوَّن من 7200 رجل بقيادة ماغنوس دي لا جاردي الذي استولى على دنبرغ في 12 يوليو 1655.
واجه الجناح الغربي للجيش السويدي قواتٍ بولندية قوامها 13 ألف جندي بالإضافة إلى 1400 من الفلاحين، لكن القوات البولندية وإدراكاً منها للتفوق العسكري السويدي استسلمت في 25 يوليو بعد معركة أوجيسي، وتعهد النبلاء بالولاء للملك السويدي، وأسس أرفيد فيتنبرغ حامية عسكرية سويدية في بوزنان. أما على الجبهة الشمالية فقد وقع الأمير يانوش رادزفيتش معاهدة كديني مع السويد في 17 أغسطس 1655 واضعاً دوقية ليتوانيا تحت الحماية السويدية.
انضم الملك السويدي تشارلز العاشر غوستاف في 24 أغسطس إلى قوات فيتنبرغ، وغادر الملك البولندي جون الثاني كازيمير وارسو في الشهر نفسه، وفي 8 سبتمبر احتل تشارلز العاشر غوستاف وارسو، ثم اتجه جنوباً لمواجهة الملك البولندي المتراجع. التقى الملكان في معركة زارنو في 16 سبتمبر، وفي معركة وجنيتش في 3 أكتوبر، انتصرت السويد انتصاراً ساحقاً، ونفي جون الثاني كازيمير إلى سيليزيا بينما استسلم كراكوف لتشارلز العاشر غوستاف في 19 أكتوبر.

## احتلال بولندا وليتوانيا وتدخل براندنبورغ
احتلت القوات الروسية شرق الاتحاد البولندي الليتواني حتى لوبلين، مع بقاء ليمبرغ تحت السيطرة البولندية الليتوانية. وفي الشمال أبرم نبلاء بروسيا تحالفاً دفاعياً مع إمارة براندنبورغ في 12 نوفمبر من خلال معاهدة رينسك، ولكن مدناً مثل دانزيك وتورون وإلبينغ لم تشارك في المعاهدة. في النهاية استسلمت تورون وإلبينغ للسويد في معاهدة كونيغسبرغ في 17 يناير 1656، وانسحبت قوات براندنبورغ من دوقية بروسيا، وعندما استسلمت مالبورك في مارس من نفس العام لم يبقَ إلا دانزيك خارج السيطرة السويدية. عُرف غزو السويد السريع واحتلالها للأراضي البولندية الليتوانية باسم الطوفان السويدي.

## نهوض الاتحاد البولندي الليتواني
أدت الاختلافات الدينية بين السويديين البروتستانت والبولنديين الكاثوليك إلى حالات سوء معاملة وقتل لرجال الدين والرهبان الكاثوليك، بالإضافة إلى نهب الكنائس والأديرة الكاثوليكية، كلُّ ذلك أدى إلى نشوء حركات مقاومة في الأراضي التي تحتلها السويد. هاجمت العصابات حامية سويدية صغيرة في كوشيان في أكتوبر 1655، وقتلت فريدريك هيس صهر الملك السويدي، وفي 20 نوفمبر من نفس العام صدر بيان أوبلن الذي يدعو للمقاومة العامة ضد القوات السويدية، وعودة الملك البولندي جون الثاني. استولت قوة من الفلاحين في ديسمبر على نوي سويز، وتشكل اتحاد من قوات المقاومة، وفي 1 يناير 1656 عاد الملك البولندي جون الثاني من منفاه، وبحلول فبراير تحول معظم الجنود البولنديين الذين كانوا يخدمون في الجيش السويدي منذ أكتوبر 1655 إلى جانب الملك البولندي.
كان رد فعل الملك السويدي تشارلز العاشر ملاحقة قوات المقاومة البولندية وهزيمتها في معركة غوتاب في فبراير 1656. لكنَّ تقدم الجيش السويدي توقف في معركة زامويتش عندما حاصرته الجيوش البولندية الليتوانية التي أعادت تجميع صفوفها، هرب الملك السويدي في 5 أبريل، ودمرت القوات البولندية القوة السويدية التي أرسلت لمساندة الجيش السويدي بقيادة فريدريك بادن في 7 أبريل في معركة واركا.

## تحالف براندنبورغ مع السويد والحرب الروسية على السويد
تحالف الملك السويدي تشالرز العاشر غوستاف مع إمارة براندنبورغ في 25 يونيو 1656. وكانت معاهدة مارينبورغ منحت السيطرة على بولندا الكبرى لفريدريك ويليام في مقابل الحصول على مساعدات عسكرية. حلت قوات براندنبورغ محل السويديين في بولندا، وتوجهت القوات السويدية هناك لتعزيز جيش الملك تشارلز العاشر غوستاف. اقتُحمت وارسو من قبل ملك بولندا جون الثاني كازيمير في 29 يونيو 1656. وفي مايو 1656 أعلنت روسيا الحرب على السويد مستغلة انشغال تشارلز في بولندا. غزا 35 ألف جندي من القوات الروسية ليفونيا في يوليو واستولوا على دنيبورغ.
حرَّرت قوة هولندية مدينة دانزيك في أواخر يوليو، وكسر أسطول دانمركي هولندي الحصار البحري المفروض على دانزيك من قبل تشارلز العاشر غوستاف، لكن جيش براندنبورغ والسويد هزم الجيش البولندي الليتواني في معركة وارسو في 30 يوليو، ما أجبر جون الثاني كازيمير إلى التراجع إلى لوبلين. وفي 4 أكتوبر اقتحم جون الثاني زياتشيكا في بولندا، وتوجه بعدها إلى بروسيا، وفي 8 أكتوبر هاجم 12 ألف جندي من سلاح الفرسان الليتواني قوةً من جيش براندنبورغ والسويد في معركة بروستكين في بروسيا، ثم قامت القوات البولندية بتخريب دوقية بروسيا، وأحرقت 13 بلدة و 250 قرية في بروسيا.

## تحالف السويد وبراندنبورغ ورومانيا والهدنة مع روسيا
منح تشارلز العاشر غوستاف ملك السويد فريدريك وليام أمير براندنبورغ السيادة الكاملة على دوقية بروسيا في مقابل مشاركة أكثر فعالية في الحرب في معاهدة لابياو في 20 نوفمبر 1656، وفي معاهدة راندنوت التي أبرمت في 6 ديسمبر وعد تشالرز العاشر ملك ترانسلفانيا جورج الثاني حصةً في الأراضي البولندية مقابل دخول في الحرب إلى جانب السويد، وبالفعل اقتحم جورج الثاني أراضي بولندا على رأس 25 ألف جندي في يناير 1657، والتحق بالقوات المتحالفة التي يقودها تشالرز العاشر. شهد الشهر التالي حركة كر وفر بين قوات السويد وبراندنبورغ وترانسيلفانيا ورومانيا من جهة، وقوات بولندا وليتوانيا من جهة أخرى دون أن تحدث معركة كبيرة بين الطرفين.
من جهتها وقعت روسيا على هدنة فيلنا مع الاتحاد البولندي الليتواني، ولم تشتبك مع الجيش السويدي في أي معركة كبرى خلال عام 1657 على الرغم من تواجد الجيوش الروسية في ليفونيا، وفي 18 يونيو هزمت قوة سويدية جيشاً روسياً يتكون من 8000 جندي بقيادة ماتفي شيريميتيف، وفي أوائل عام 1658 وافقت السويد وروسيا على هدنة أسفرت عن توقيع معاهدة فاليسار (1658) ومعاهدة كارديس (1661) التي أنهت الحرب الروسية السويدية، ولكن الحرب الروسية البولندية الليتوانية استؤنفت في عام 1658.